# Charles Edmond Mathis
Pour les articles homonymes, voir Mathis.
Charles Edmond Mathis, né le 20 février 1852 à Éhuns (Haute-Saône), mort le 30 octobre 1953 au même lieu, est un homme politique français. Il fut député de la Haute-Saône de 1910 à 1919 et maire d'Éhuns pendant 71 ans, un record de longévité, et ce jusqu'à sa mort à 101 ans.  

## Biographie
Cultivateur, il fut élu en 1878, conseiller municipal puis maire d'Éhuns. Il fut ensuite conseiller général pour le canton de Luxeuil-les-Bains. Lors des élections législatives de mai 1910, il est le candidat du parti républicain. Il est élu au second tour avec  8 227 voix contre 2 087 à son adversaire Causeret sur 11 142 votants. Défendant la cause laïque, il souhaite une réforme électorale avec un scrutin par liste et une réduction du nombre de députés. Il préconise également une décentralisation avec plus de pouvoirs financiers et administratifs donnés aux conseils généraux et municipaux. Il est réélu député le 10 mai 1914 (7 180 voix contre 6 896 à son adversaire Causeret sur 14 347 votants). Il est membre de diverses commissions à la chambre dont celle sur le suffrage universel et s'intéresse aux problèmes agricoles et forestiers. Il fit également partie, pendant son second mandat, de la commission du suffrage universel.
En 1919, son mandat ne lui fut pas renouvelé.
Il fut maire de sa commune natale pendant 71 ans (de 1878 à 1884 puis de 1888 à 1953), figurant ainsi au deuxième rang parmi les mandats de maire les plus longs. Son petit-fils Jean Mathis lui succéda de 1953 à 1957 puis un autre petit-fils, Louis, de 1957 à 1983.

## Sources
- Ressources relatives à la vie publique :   - base Léonore
  - Base Sycomore
- « Charles Edmond Mathis », dans le Dictionnaire des parlementaires français (1889-1940), sous la direction de Jean Jolly, PUF, 1960 [détail de l’édition]